# Love Songs (álbum de Michael Bolton)
Love Songs é uma coletânea musical do músico, cantor e compositor estadunidense Michael Bolton, lançada em 2001. O álbum reúne [Hit single|hits]] de Bolton no período de 1987 até 1997.

## Faixas
1. "Soul Provider" (Michael Bolton, Andrew Goldmark) 4:28
2. "That's What Love Is All About" (Bolton, Kaz) 3:58
3. "Once in a Lifetimel" (Afanasieff, Bolton, Warren) 5:55
4. "Said I Loved You...But I Lied" (Bolton, Lange) 5:05
5. "Missing You Now" (com Kenny G) (Walter Afanasieff, Warren, Bolton) 4:33
6. "When a Man Loves a Woman" (Calvin Lewis, Andrew Wright) 3:52
7. "Now That I Found You" (Bolton, Warren) 4:32
8. "The Best of Love" (Babyface, Bolton) 4:19
9. "How Am I Supposed to Live Without You" (Bolton, Desmond Child) 4:50
10. "Stand Up for Love" (Bolton, Barry Mann, Cynthia Weil) 4:44
11. "Georgia on My Mind" (Carmichael, Gorrell) 4:59
12. "A Love so Beautiful" (Lynne, Orbison) 4:07
13. "New Love" (Bolton, Child, Warren) 4:34
14. "In the Arms of Love" (Bolton, Child, Warren) 4:49